# Jiří Valenta
Jiří Valenta (* 14. Februar 1988) ist ein tschechischer Fußballspieler.

## Vereinskarriere
Jiří Valenta begann mit dem Fußballspielen im Alter von sieben Jahren bei Sokol Kunratice. Schon ein Jahr später wechselte er zu Slavia Prag. In der Spielzeit 2005/06 kam er zu einigen Einsätzen für Slavia B. Im Sommer 2006 wechselte der Mittelfeldspieler zum FK Jablonec. Zunächst noch Ergänzungsspieler, gehörte Valenta seit der Rückrunde der Saison 2007/08 zur Stammformation. In der Saison 2009/10 kam Valenta auf nur fünf Einsätze für Jablonec und wechselte im Juni 2010 auf Leihbasis zum 1. FC Slovácko.

## Nationalmannschaft
Valenta stand im Kader der tschechischen U20-Auswahl, die bei der Junioren-Fußballweltmeisterschaft 2007 in Kanada Vizeweltmeister wurde. Zuvor hatte er bereits für tschechische U16, U17, U18 sowie U19 gespielt. Im Jahr 2001 machte der Mittelfeldspieler zwei Spiele für die tschechische U-21-Nationalmannschaft, in denen er ein Tor schoss.